# Беммелен, Рейнаут Виллем ван
Рейнаут Виллем ван Беммелен (нидерл. Reinout Willem (Rein) van Bemmelen; 14 апреля 1904[…], Джакарта или Батавия, Нидерланды — 19 ноября 1983[…], Обердраубург, Каринтия) — голландский геолог, занимавшийся вопросами структурной геологии, экономической геологии и вулканологии. Он известен своими работами по этим предметам, геологии Индонезии и собственной теорией складкообразования.

## Биография
Родился и провёл свою юность в Голландской Ост-Индии, где его отец Виллем ван Беммелен был директором магнитной, метеорологической и сейсмологической обсерватории. С 1920 по 1927 год изучал горное дело в Делфтском техническом университете в Нидерландах. Получил степень доктора философии в 1927 году за работу по исследованию геологии Кордильера-Бетика. Затем он изучал вулканологию в Неаполе, а позже работал в области геологической съёмки в Голландской Ост-Индии, где первым картографировал некоторые части Явы и Суматры. С 1933 по 1935 год он изучал педологию в Техническом университете Вены. После этого он вернулся на Яву, чтобы продолжить свои исследования там. Его основные интересы касались вулканологии (магма и пирокластические породы), структурной геологии и тектоники, особенно подвижной тектоники.
Когда японские войска оккупировали Голландскую Ост-Индию во время Второй мировой войны, ван Беммелен и его жена три года провели в концлагере. Он принадлежал к небольшому числу специалистов, которые были допущены японцами к продолжению своей работы. В 1943 году была выпущена его написанная ещё в 1941 году работа о вулканах Индонезии. С окончанием войны он с женой переехал в Нидерланды, где они жили в Гааге. Правительство Нидерландов поручило ван Беммелену восстановить всю информацию по геологии индонезийского архипелага, поскольку сам он считал, что многие его рукописи погибли во время войны (что на самом деле оказалось не так). К 1949 году, тем не менее, он самостоятельно восстановил свои записи и опубликовал труд «Геология Индонезии». Позже работал профессором в Утрехтском университете и консультантом в компании Royal Dutch Shell.
Ван Беммелен вышел в отставку в 1969 году, после смерти жены в 1983 году он переехал в Австрию, где вскоре скончался.